# Dorothée de Lippe-Brake
Dorothée de Lippe-Brake (en allemand Dorothea zur Lippe-Brake) est née à Lemgo (Allemagne) le 23 février 1633 et meurt à Cassel 17 mars 1706. Elle est une noble allemande, fille de Othon de Lippe-Brake (1589-1657) et de Marguerite de Nassau-Dillenbourg (1606-1661).

## Mariage et descendance
Le 10 mai 1665 elle se marie à Lemgo avec Jean-Frédéric de Kunowitz (1624-1700), fils de Jean-Bernard de Kunowitz (1594-1627) et d'Anne-Elisabeth de Wrbna Freudenthal (1600-1642). Le couple a deux filles:
- Juliana (1671-1754)
- Charlotte-Amélie de Kunowitz (1677-1722), mariée avec Philippe-Charles d'Erbach-Fürstenau (1677-1736).